# Lines Bros
A Lines Bros Ltd, fundada em 1919, foi uma fábrica de brinquedos britânica de significativa importância no ramo durante o século XX.
A Lines Bros possuiu e operou um grande número de marcas durante a sua existência, sendo a que obteve maior destaque foi a Tri-ang, que mais tarde veio a se tornar o nome de uma das empresas do grupo.
No seu auge, em 1947, a Lines Bros declarou ser a maior fabricante de brinquedos do mundo.